# 赫氏無鬚鱈
赫氏無鬚鱈，為輻鰭魚綱鱈形目無鬚鱈科的其中一種，分布於西南大西洋巴西南部外海到阿根廷、福克蘭群島海域，為深海魚類，深度50-800公尺，體長可達95公分，棲息在大陸棚底中層水域，以魚類、頭足類等為食，生活習性不明，為高經濟價值食用魚。

## 扩展阅读
維基物種上的相關：赫氏無鬚鱈